# Сребрна-Гура (Нижньосілезьке воєводство)
Сребрна-Гура (пол. Srebrna Góra, нім. Silberberg) — село в Польщі, у гміні Стошовиці Зомбковицького повіту Нижньосілезького воєводства.
Населення — 1018 осіб (2011).
У 1975-1998 роках село належало до Валбжиського воєводства.

## Демографія
Демографічна структура станом на 31 березня 2011 року:
|          | Загалом | Допрацездатний вік | Працездатний вік | Постпрацездатний вік |
| -------- | ------- | ------------------ | ---------------- | -------------------- |
| Чоловіки | 485     | 80                 | 360              | 45                   |
| Жінки    | 533     | 86                 | 328              | 119                  |
| Разом    | 1018    | 166                | 688              | 164                  |